# Bologovsky (huyện)
Huyện Bologovsky (tiếng Nga: ? райо́н) là một huyện hành chính tự quản (raion), của Tỉnh Tver, Nga. Huyện có diện tích 2443 kilômét vuông. Trung tâm của huyện đóng ở Bologoe.